# Rapala catulus
Rapala catulus är en fjärilsart som beskrevs av Hans Fruhstorfer 1912. Rapala catulus ingår i släktet Rapala och familjen juvelvingar. Inga underarter finns listade.